# Johannes Nikolaus Tetens
Johannes Nikolaus Tetens (Tetenbüll, South Schleswig, 16 de setembro de 1736 — Copenhaga, 17 de agosto de 1807) foi um matemático e atuário alemão.
Ele foi chamado de "Locke alemão" com base em uma comparação de sua obra principal, Philosophische Versuche über die menschliche Natur und ihre Entwickelung (1777), com a obra de John Locke. Ele é considerado uma influência sobre Immanuel Kant.

## Biografia
Tetens nasceu em 1736 em Tetenbüll/Tetenbøl no Ducado dinamarquês de Schleswig. Ele estudou matemática e física na Universidade de Rostock e na Universidade de Copenhague. Ele adquiriu o MA em 1759 e o PhD em 1760. De 1760 a 1765, ele ensinou filosofia e física ("filosofia natural" na época) na Universidade de Bützow (em Bützow, Mecklenburg-Western Pomerania). Durante esta década, ele escreveu muitos tratados sobre vários assuntos, que vão desde a cor do céu até a existência de Deus, passando pelas origens das línguas (ver, por exemplo, referências em Johann Christian Poggendorff, 1863). Após este período de formação poligráfica, Tetens volta a indagações mais fundamentais: depois de ter lido a obra de David Hume, ele a popularizou em todo o mundo de língua alemã. Supõe-se, portanto, que Tetens tenha apresentado Immanuel Kant ao pensamento fenomenal e ao dualismo empirismo / transcendência.

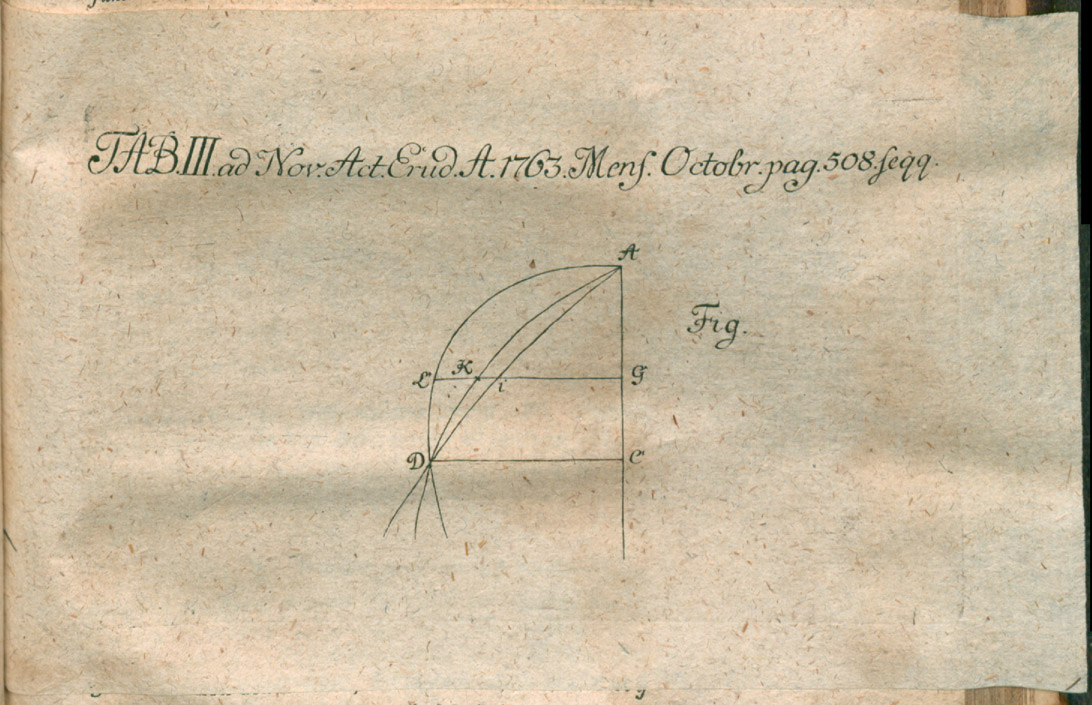
Ilustração de Methodus invençãoiendi curvas ... publicada em Acta Eruditorum, 1763

Em 1776, Tetens tornou-se professor de filosofia na Universidade de Kiel, o que pode ter parecido ser sua posição profissional final. No entanto, nos anos seguintes a 1789, Tetens iniciou outra carreira como funcionário público dinamarquês de alto escalão: membro do Finanzcollegium em Copenhague, então (1791) conselheiro de estado e (1803) co-diretor do banco estatal e diretor do os fundos de pensão da viúva. Nessa época, ele estava interessado em matemática pura, bem como em aplicações. Seu interesse em álgebra polinomial foi influenciado por pertencer à escola combinatória alemã de Carl Friederich Hindenburg, Christian Kramp e outros. Seu principal trabalho aplicado concentrou-se em matemática atuarial. Ele ensinou em Kiel até 1785.

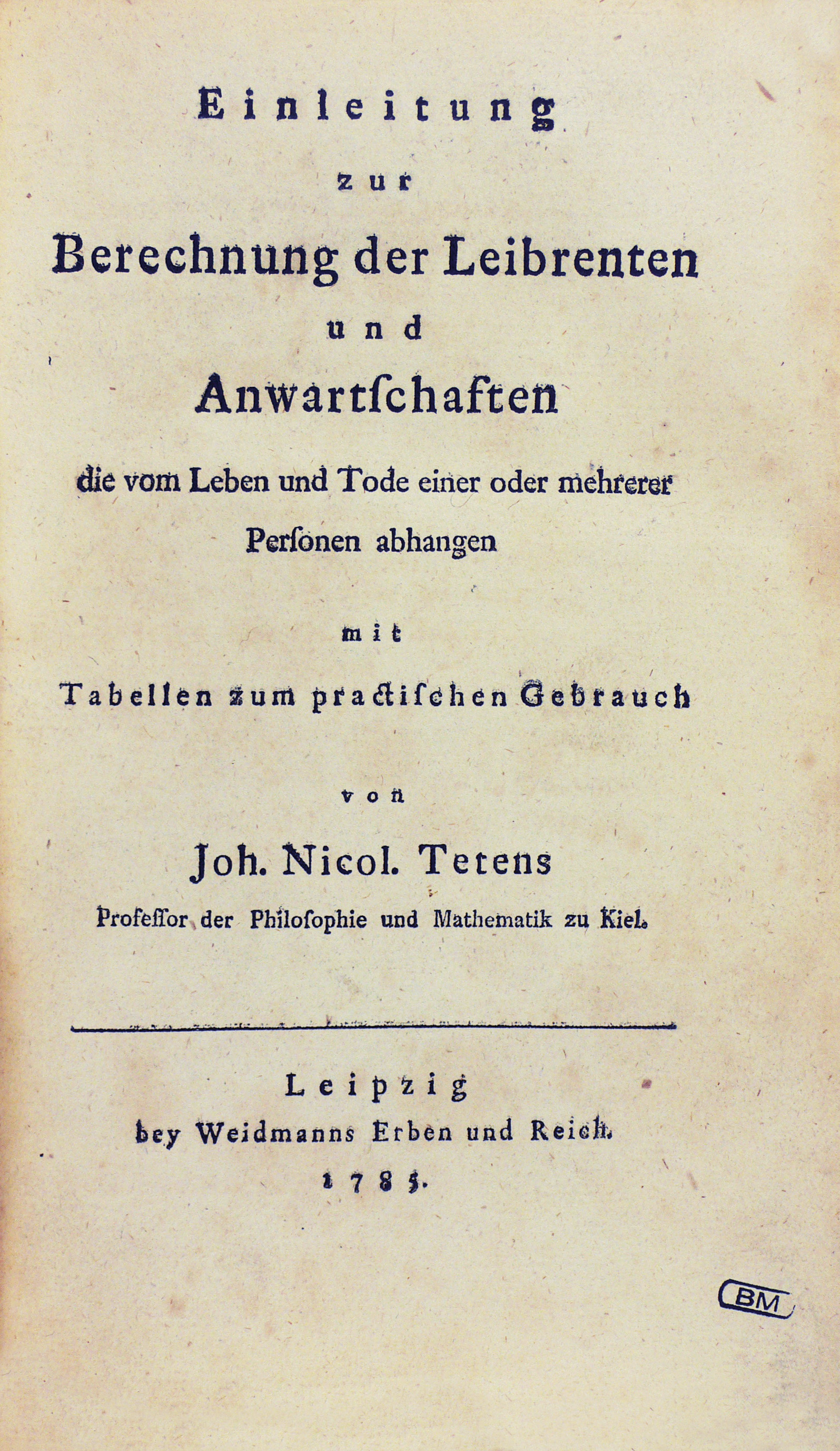
Einleitung zur Berechnung der Leibrenten, 1785.

O livro Einleitung zur Berechnung der Leibrenten und Anwartschaften, publicado em Leipzig em 1785 (primeira parte) e 1786 (segunda parte), foi um marco da ciência atuarial. Ele contém uma extensa síntese dos trabalhos anteriores sobre o assunto. É reconhecido por atuários por apresentar a primeira medida de risco de sempre (o Risico der Casse); além disso, oferece alguns insights em estatística matemática: usando uma aproximação da distribuição binomial, Tetens tentou calcular o nível de confiança de um determinado procedimento de amostragem.

## Trabalhos
- Gedanken von einigen Ursachen, warum in der Metaphysik nur wenige ausgemachte Wahrheiten sind (1760)
- Abhandlungen von den Beweisen des Daseins Gottes (1761)
- Ueber den Ursprung der Sprache und der Schrift (1772)
- Ueber die allgemeine speculativische Philosophie (1775)
- Philosophische Versuche über die menschliche Natur und ihre Entwickelung, Vol. 1 and Vol. 2 (1777)
- Einleitung zur Berechnung der Leibrenten und Anwarschaften die vom Leben oder Tode einer oder mehrerer Personen abhangen mit Tabellen zum praktischen Gebrauch, Vol. 1 (1785) and Vol. 2 (1786)
- Reisen in die Marschländer der Nordsee (1788)
- Sprachphilosophische Versuche (posthum, 1971)